# Isnaldo Bulhões Barros
 Isnaldo Bulhões Barros  (Santana do Ipanema, 16 de janeiro de 1942 — Maceió, 8 de julho de 2020), mais conhecido como  Isnaldo Bulhões , foi um político brasileiro. Bulhões foi deputado estadual e presidente do Tribunal de Contas de Alagoas. Já havia assumido a prefeitura de Santana do Ipanema entre os anos de 1983 a 1988. Era pai do deputado federal Isnaldo Bulhões Júnior.
Morreu em 8 de julho de 2020, aos 78 anos, por complicações da COVID-19.